# 阿布萨罗卡岭
阿布萨罗卡岭（英語：Absaroka Range）是美国洛磯山脈的一条子山脉，顺着蒙大拿州-怀俄明州的边界绵延150英里（240），最宽处达75英里（121），组成了黃石國家公園的东界。山脉共有46座海拔12,000英尺（3,700）以上的山峰。